# Paracalanthis binnaburrense
Paracalanthis binnaburrense es una especie de coleóptero de la familia Trogossitidae.

## Distribución geográfica
Habita en Australia.